# Buchs (Lucerna)
Buchs é uma comuna da Suíça, no Cantão Lucerna, com cerca de 386 habitantes. Estende-se por uma área de 4,64 km², de densidade populacional de 83 hab/km². Confina com as seguintes comunas: Dagmersellen, Knutwil, Mauensee, Uffikon, Wauwil, Winikon.
A língua oficial nesta comuna é o alemão.